# مایمو برگ
مایمو برگ (استونیایی: Maimu Berg؛ زادهٔ ۲۷ اوت ۱۹۴۵) مترجم، نویسنده، منتقد، سیاستمدار و نماینده سابق مجلس اهل استونی است.